# Molophilus (Molophilus) myersi
Molophilus (Molophilus) myersi is een tweevleugelige uit de familie steltmuggen (Limoniidae). De soort komt voor in het Australaziatisch gebied.